# Lomaptera gloriosa
Lomaptera gloriosa är en skalbaggsart som beskrevs av Achille Raffray 1878. Lomaptera gloriosa ingår i släktet Lomaptera och familjen Cetoniidae. Inga underarter finns listade i Catalogue of Life.